# Mimeoma englemani
Mimeoma englemani är en skalbaggsart som beskrevs av Brett C.Ratcliffe 1977. Mimeoma englemani ingår i släktet Mimeoma och familjen Dynastidae. Inga underarter finns listade i Catalogue of Life.